# Bons baisers... à lundi
Bons baisers... à lundi is een Franse film van Michel Audiard die werd uitgebracht in 1974.
Het scenario is gebaseerd op de roman Le Principe d'Archimède van Alain-Yves Beaujour

## Samenvatting
Henri-Pierre, Bob en Dimitri zijn drie stuntelige boeven. Op een avond vallen ze binnen bij Frankie Strong, de steenrijke eigenaar van een platenmaatschappij. De inbrekers moeten vaststellen dat Strong geen contant geld in huis heeft. Strong kan hen enkel kredietkaarten voorleggen. Onder dwang ondertekent hij een cheque. De overvallers verliezen echter uit het oog dat het vrijdagavond is en dat het weekend dus voor de deur staat. 
Ze moeten dus Strong en zijn familie gijzelen. Noodgedwongen brengen ze het weekend door met hun slachtoffers totdat de bank op maandagmorgen weer opengaat. 

## Rolverdeling
| Acteur              | Personage                       |
| ------------------- | ------------------------------- |
| Bernard Blier       | Frankie Strong, alias 'le Lion' |
| Jean Carmet         | Henri-Pierre                    |
| Jean-Jacques Moreau | Bob                             |
| Jacques Canselier   | Dimitri                         |
| Maria Pacôme        | Myrette, de vrouw van Frankie   |
| Évelyne Buyle       | Zaza                            |
| Betty Mars          | Esmeralda                       |
| Mario David         | Jacky Arouni                    |
| André Pousse        | de automobilist                 |
| Michel Bouquet      | Nez-d'boeuf                     |
| Julien Guiomar      | Maurice Poudevigne              |